# Lek (monnaie)
Pour les articles homonymes, voir Lek et ALL.
Le lek (en albanais : Leku shqiptar, pluriel lekë ; code : ALL) est l'unité monétaire de l'Albanie, divisée en 100 qindarka. Fondé en 1926, sous le règne d'Ahmet Zogu.  Son nom dérive de l'abréviation populaire d'Alexandre le Grand, Leka i Madh. Il a été réévalué en 1965.

## Histoire monétaire
Le lek a été institué en 1926, peu après la formation de la République albanaise. Il est devenu la monnaie nationale conjointement avec le franc albanais (frang ar) qui valait cinq leks, et possédait une parité-or élevée, équivalente au franc français d'avant 1914 ; il servait aux transactions internationales.
Durant l'occupation italienne, entre 1939 et 1944, les deux monnaies sont liées à la lire italienne. À l'arrivée des troupes allemandes en 1944, ceux-ci introduisirent une monnaie de guerre, la Reichskreditkassenschein biljetten (XDEK), monnaie liée au reichsmark allemand.
Avec la libération du pays, puis la mise en place du régime communiste, le lek (ALK) est réintroduit d'abord à parité avec le dinar yougoslave, puis en 1948, le lek est arrimé au rouble soviétique. En 1965, un nouveau lek est créé (ALL) qui remplace l'ancien au taux de 10 contre 1, durant la période de rapprochement entre l'Albanie et le régime communiste chinois.
Depuis la fin du régime communiste et les guerres de Yougoslavie, le lek n'est pas lié à l'euro, mais au dollar américain, avec 1 lek = 0,01 USD.
En 2005, il fallait en moyenne 120 leks pour 1 euro. De 2012 à 2015, le cours moyen s'affiche à 136 leks pour 1 euro. En 2020, le lek retrouve son cours du milieu des années 2000.

## Émissions monétaires

### Pièces de monnaie
Depuis la fin du régime communiste, les pièces en qindarka ont disparu.

## Billets de banque
En janvier 2003, les billets ayant cours légal en Albanie sont ceux de 200, 500, 1000, 2000 et 5000 lekë. Le billet de 100 lekë était en circulation jusqu'au 31 décembre 2008.